# Szerbia a Junior Eurovíziós Dalfesztiválokon
Szerbia tizennégy alkalommal vett részt a Junior Eurovíziós Dalfesztiválon.
A szerb műsorsugárzó a Radio Televizija Srbije, amely 2001 óta tagja az Európai Műsorsugárzók Uniójának, és 2006-ban csatlakozott a versenyhez. Egyike azoknak az országnak, amelyek előbb vettek részt a Junior Eurovízión, mint a felnőtt versenyen (Szerbia utóbbin 2007-ben debütált). A másik ilyen országok Fehéroroszország, mely 2003-ban csatlakozott a gyerekek, és egy évvel később a felnőttek versenyéhez, illetve Kazahsztán, amely csak megfigyelő tagja az EBU-nak.

## Története

### Évről évre
Szerbia 2006-ban vett részt először a versenyen független országként. Ebben az évben ötödik helyen végeztek. Szerbia és Montenegró tagjaként korábban egyszer, 2005-ben szerepeltek, ahol tizenharmadikak lettek. Legjobb eredményük kétszer is a harmadik hely, amit 2007-ben és 2010-ben értek el. 2008-ban tizenkettedikként végeztek. 2009-ben a tizedik helyet érték el, későbbi években kétszer: 2014-ben és 2017-ben végeztek ugyanezen a helyen. 
A szerb műsorsugárzó 2011-ben visszalépett a versenytől, és 2014-ben, három kihagyott év után tért vissza. 2015-ben a hetedik helyezést érték el. Legrosszabb eredményüket 2016-ban sikerült megszerezni az országnak, amikor a tizenhét fős versenyen utolsók lettek. 2018-ban pedig utolsó előttiek, azaz tizenkilencedikek. 2019-ben negyedjére végeztek a tizedik helyen.
2020-ban eggyel rosszabb, tizenegyedik, azaz utolsó előtti helyen zártak. A 2021-ben és 2022-ben is tizenharmadikak lettek. 2023-ban visszalépnek a versenytől.

### Nyelvhasználat
Szerbia tizennégy versenydalából tíz szerb nyelvű, három szerb és angol kevert nyelvű volt. 2006-ban pedig nyolc nyelven szólalt meg daluk. Legnagyobb részben angolul és szerbül, de tartalmazott francia, német, olasz, spanyol, orosz és japán sorokat.

## Résztvevők
| Év   | Előadó                              | Dal                             | Magyar fordítás            | Helyezés | Pontszám |
| ---- | ----------------------------------- | ------------------------------- | -------------------------- | -------- | -------- |
| 2006 | Neustrašivi učitelji stranih jezika | Učimo strane jezike             | Idegen nyelveket tanulni   | 5.       | 81       |
| 2007 | Nevena Božović                      | Piši mi                         | Írj nekem!                 | 3.       | 120      |
| 2008 | Maja Mazić                          | Uvek kad u nebo pogledam        | Akárhányszor az eget nézem | 12.      | 37       |
| 2009 | Ništa lično                         | Onaj pravi                      | Az igazi                   | 10.      | 34       |
| 2010 | Sonja Škorić                        | Čarobna noć                     | Varázslatos éjszaka        | 3.       | 113      |
|      |                                     |                                 |                            |          |          |
| 2014 | Emilija Đonin                       | Svet u mojim očima              | A világ a szememben        | 10.      | 61       |
| 2015 | Lena Stamenković                    | Lenina pesma                    | Lena dala                  | 7.       | 79       |
| 2016 | Dunja Jeličić                       | U la la la                      | —                          | 17.      | 14       |
| 2017 | Irina Brodić és Jana Paunović       | Ceo svet je naš                 | Miénk a világ              | 10.      | 92       |
| 2018 | Bojana Radovanović                  | Svet                            | Világ                      | 19.      | 30       |
| 2019 | Darija Vračević                     | Podigni glas (Raise Your Voice) | Emeld fel a hangod         | 10.      | 109      |
| 2020 | Petar Aničić                        | Heartbeat                       | Szívverés                  | 11.      | 85       |
| 2021 | Jovana & Dunja                      | Children’s Eyes                 | Gyermeki szemek            | 13.      | 86       |
| 2022 | Katarina Savić                      | Svet bez granica                | Határok nélküli világ      | 13.      | 92       |
|      |                                     |                                 |                            |          |          |

## Szavazástörténet

### 2006–2022
| Hely | Ország           | Pont |
| ---- | ---------------- | ---- |
| 1.   | Oroszország      | 75   |
| 2.   | Grúzia           | 71   |
| 3.   | Észak-Macedónia  | 66   |
| 4.   | Örményország     | 64   |
| 5.   | Fehéroroszország | 45   |
| 6.   | Franciaország    | 44   |
| 7.   | Hollandia        | 44   |
| 8.   | Ukrajna          | 42   |
| 9.   | Olaszország      | 37   |
| 10.  | Málta            | 36   |

| Hely | Ország           | Pont |
| ---- | ---------------- | ---- |
| 1.   | Észak-Macedónia  | 98   |
| 2.   | Hollandia        | 48   |
| 3.   | Ukrajna          | 39   |
| 4.   | Oroszország      | 37   |
| 5.   | Grúzia           | 35   |
| 6.   | Fehéroroszország | 31   |
| 7.   | Svédország       | 29   |
| 8.   | Málta            | 25   |
| 9.   | Írország         | 22   |
| 10.  | Olaszország      | 21   |

Szerbia még sosem adott pontot a döntőben a következő országoknak: az Egyesült Királyság, Izrael, Lettország, Portugália, San Marino és Wales
Szerbia még sosem kapott pontot a döntőben a következő országoktól: Azerbajdzsán, Izrael és Németország

## Háttér
| Év        | Rendező   | Kommentátor                                      | Pontbejelentő                                    |
| --------- | --------- | ------------------------------------------------ | ------------------------------------------------ |
| 2006      | Bukarest  | Duška Vučinić-Lučić                              | Milica Stanišić                                  |
| 2007      | Rotterdam | Duška Vučinić-Lučić                              | Anđelija Erić                                    |
| 2008      | Limassol  | Duška Vučinić-Lučić                              | Anđelija Erić                                    |
| 2009      | Kijev     | Duška Vučinić-Lučić                              | Nevena Božović                                   |
| 2010      | Minszk    | Duška Vučinić-Lučić                              | Maja Mazić                                       |
| 2011–2013 | 2011–2013 | Nem vettek részt és nem közvetítették a versenyt | Nem vettek részt és nem közvetítették a versenyt |
| 2014      | Marsa     | Silvana Grujić                                   | Tamara Vasović                                   |
| 2015      | Szófia    | Silvana Grujić                                   | Dunja Jeličić                                    |
| 2016      | Valletta  | Silvana Grujić                                   | Tomislav Radojević                               |
| 2017      | Tbiliszi  | Olga Kapor és Tamara Petković                    | Mina Grujić                                      |
| 2018      | Minszk    | Tamara Petković                                  | Lana Karić                                       |
| 2019      | Gliwice   | Tijana Lukić                                     | Bojana Radovanović                               |
| 2020      | Varsó     | Tijana Lukić                                     | Darija Vračević                                  |
| 2021      | Párizs    | Tijana Lukić                                     | Katie                                            |
| 2022      | Jereván   | Kristina Radenković                              | Petar Aničić                                     |
| 2023–     | 2023–     | Nem vettek részt és nem közvetítették a versenyt | Nem vettek részt és nem közvetítették a versenyt |

## Galéria

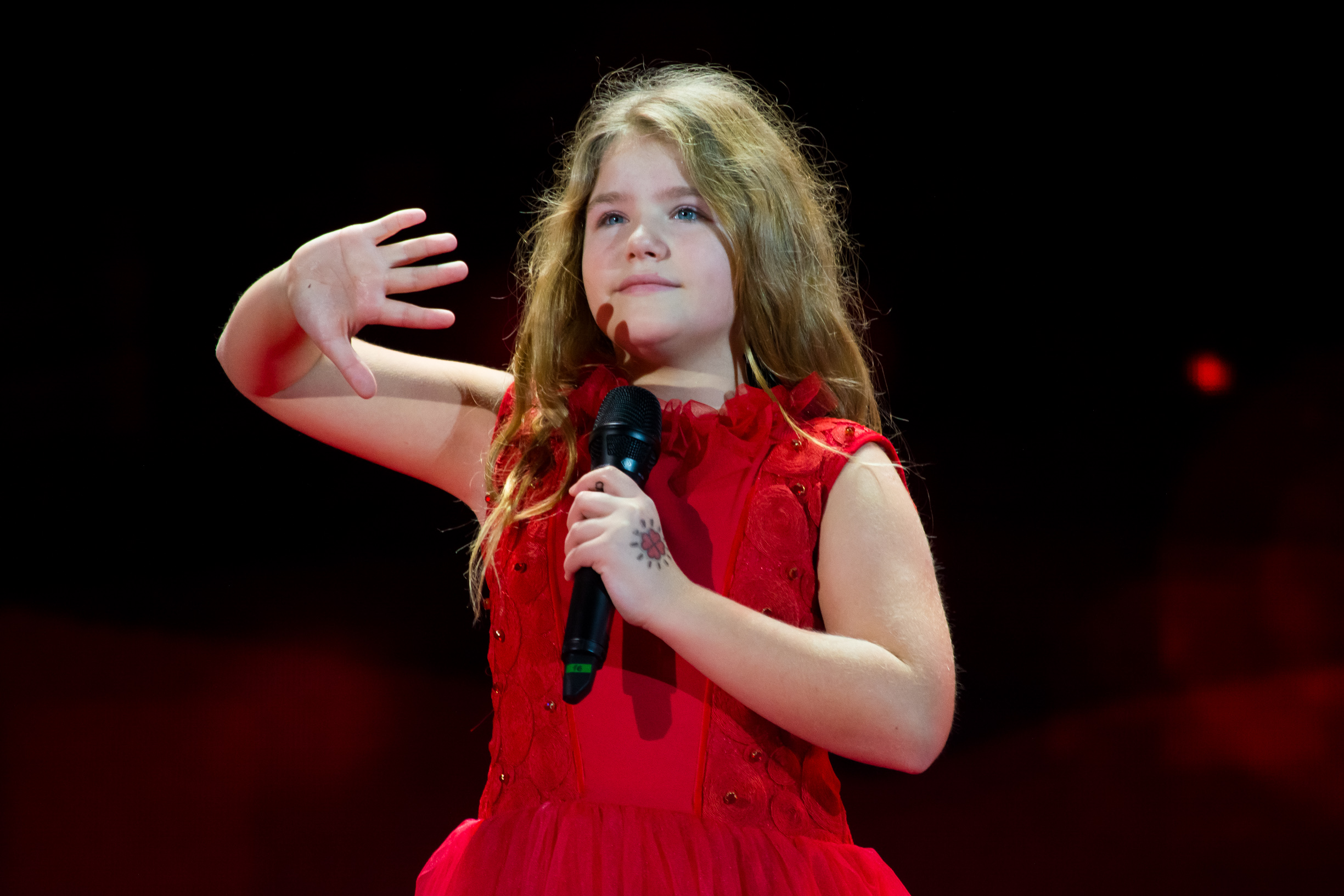
Lena Stamenković Szófiában (2015)
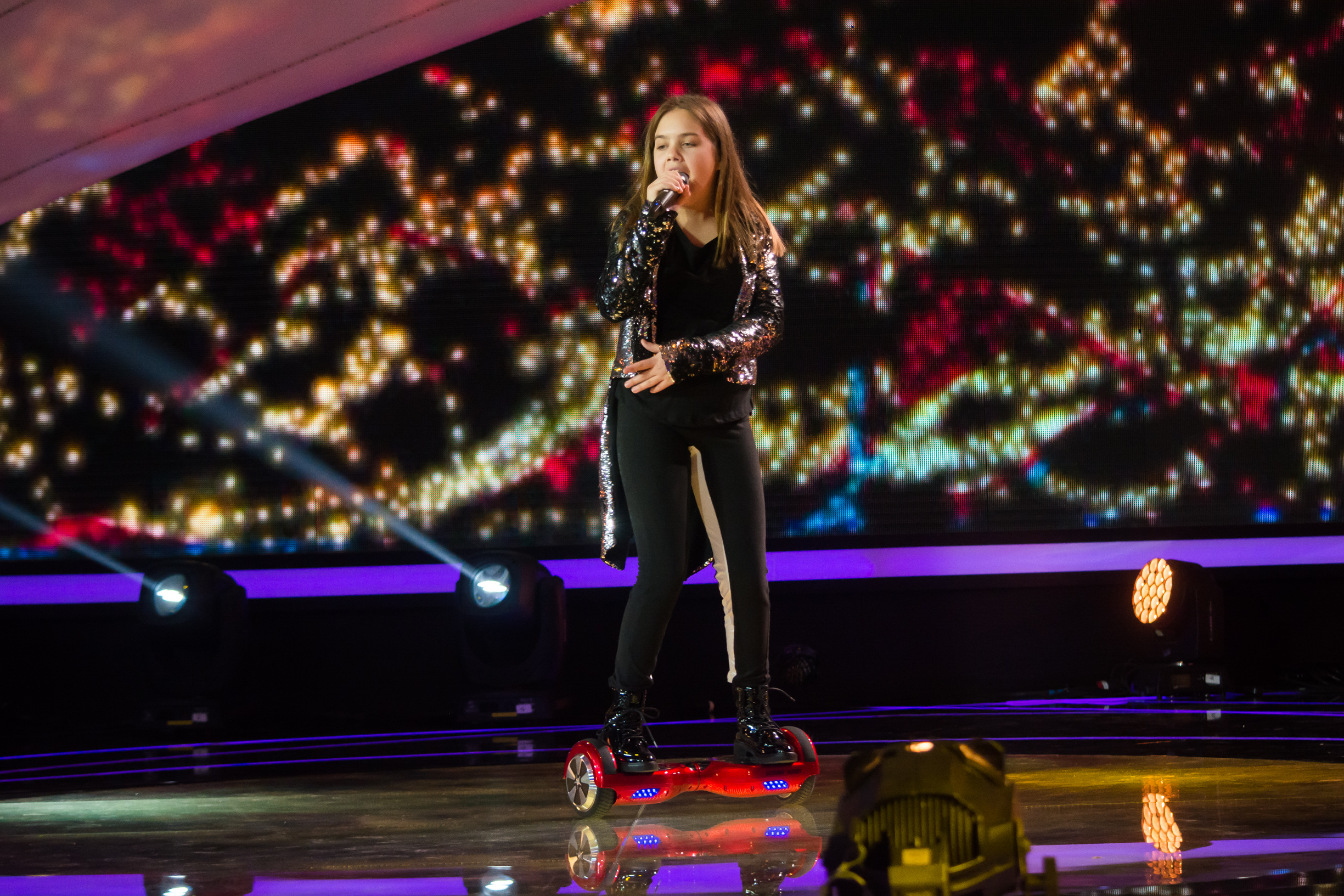
Dunja Jeličić Vallettán (2016)
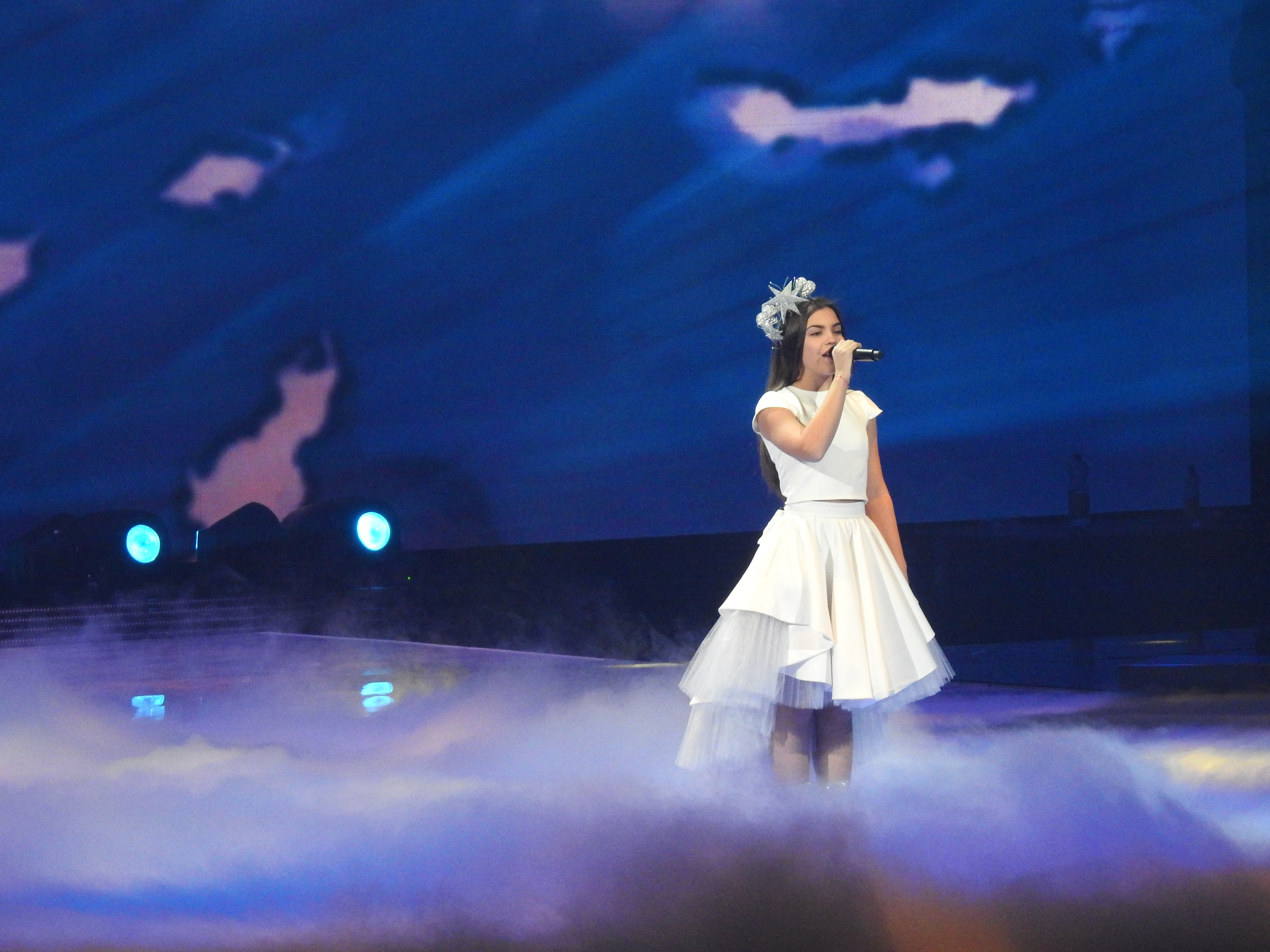
Bojana Radovanović Minszkben (2018)
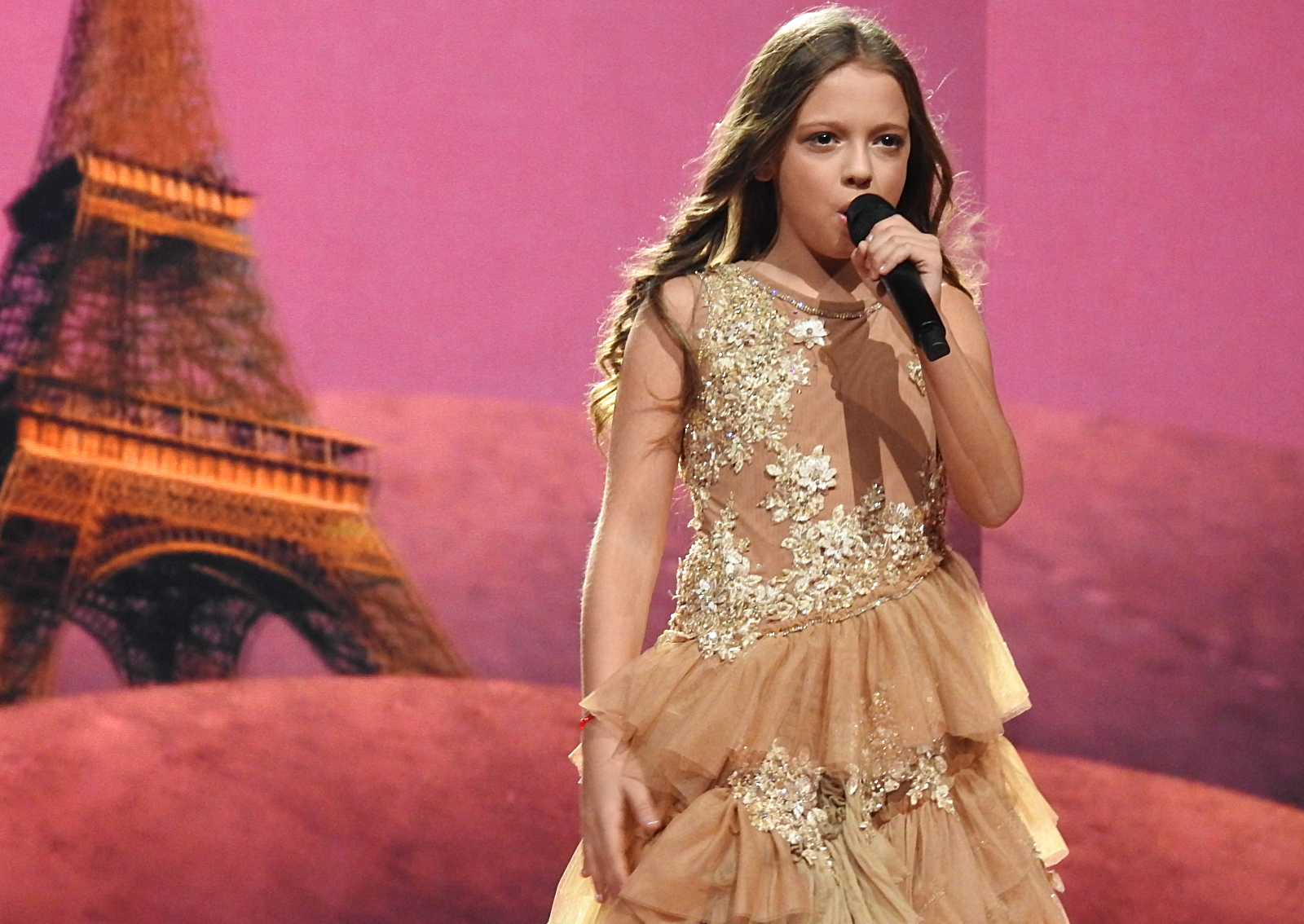
Darija Vračević Gliwicében (2019)
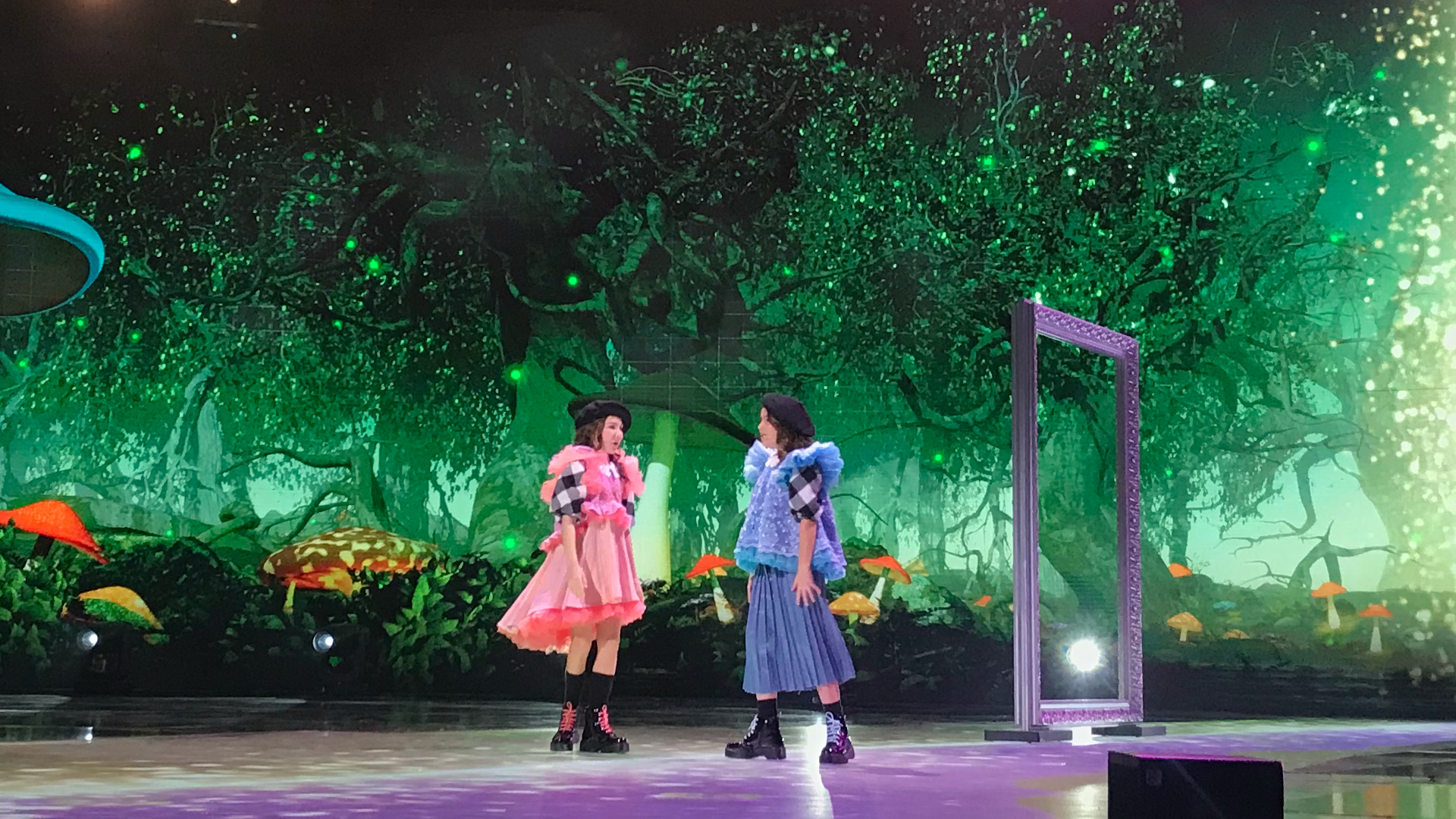
Jovana & Dunja Párizsban (2021)

## Lásd még
- Szerbia és Montenegró a Junior Eurovíziós Dalfesztiválokon
- Szerbia az Eurovíziós Dalfesztiválokon

## Külső hivatkozások
- Szerbia profilja a eurovision.tv-n
- Az RTS junior eurovíziós honlapja